# Alpinia japonica
Alpinia japonica là một loài thực vật có hoa trong họ Gừng. Loài này được (Thunb.) Miq. mô tả khoa học đầu tiên năm 1867.